# الن تن دمه
الن تن دمه (هلندی: Ellen ten Damme؛ زادهٔ ۷ اکتبر ۱۹۶۷) هنرپیشه، موسیقی‌دان، خواننده-ترانه‌پرداز اهل هلند است. وی از سال ۱۹۸۹ میلادی تاکنون مشغول فعالیت بوده‌است.
از فیلم‌ها یا برنامه‌های تلویزیونی که وی در آن نقش داشته‌است می‌توان به مصاحبه اشاره کرد.